# Kabru
El Kabru (en nepalí: काब्रु) es una montaña del Himalaya ubicada en la frontera oriental entre Nepal y la India. Es parte de una arista que se extiende desde el sur del Kangchenjunga, y con 7412 m s n. m. (65.º del mundo) es el pico de más de 7000 m más austral del mundo. Su nombre deriva de la palabra ka para «blanco», y bru para «avalancha».

## Ubicación
La montaña, de múltiples cumbres, se encuentra a 7,4 km al sur de la cumbre sur del Kangchenjunga, en la arista Singalila. 
Las características principales de la montaña son las siguientes (de norte a sur):
- Parte superior sur del Kangchenjunga, 8476 m a 27°41′30″N 88°09′15″E / 27.69167, 88.15417
- Un collado de 6600-5700, ubicado a 27°39′51″N 88°09′39″E / 27.66417, 88.16083
- Una cima de 6983 m, conocida como Talung, a 27°39′18″N 88°07′51″E / 27.65500, 88.13083
- Un collado de 6983 m, a 27°38′51″N 88°07′21″E / 27.64750, 88.12250
- Una cima de 7412 m, a 27°38′06″N 88°07′06″E / 27.63500, 88.11833. Este punto tiene una prominencia suficiente para ser clasificada como el punto más alto de una montaña separada, de acuerdo con la definición usada en la lista de las montañas más altas. Este pico es confundido por algunas autoridades como Kabru IV, pero no está claro que esto sea correcto, o que otro nombre Kabru se aplique correctamente a esta cima.
- Un campo considerable de nieve firn que mide unos 2 km de norte a sur, y 1 km de este a oeste. Está casi en su totalidad a 7200 m, y la cuenca divisoria que corre a través de este campo no desciende por debajo de esta altura.
- Una cima de 7338 m, a aproximadamente 27°37′09″N 88°07′28″E / 27.61917, 88.12444, en el límite oriental del campo de nieve firn. Este punto es conocido como Kabru Norte. A pesar de que es más bajo que la cima de 7412 m, ha sido considerada a veces como el punto más alto del Kabru, con su cima más alta considerada como una cima sin nombre a lo largo de la arista, hasta el Kangchenjunga.
- Un collado a aproximadamente 7200 m.
- Una cima de 7318 m, a 27°36′30″N 88°06′42″E / 27.60833, 88.11167, conocido como Kabru Sur, es el sietemil más austral del mundo.

Hacia el suroeste del Kabru Sur hay un collado de 6400 m y una cima de 6682 m conocida como Rhatong. Hacia el sudeste está el Kabru Dome de 6600 m.

## Montañismo

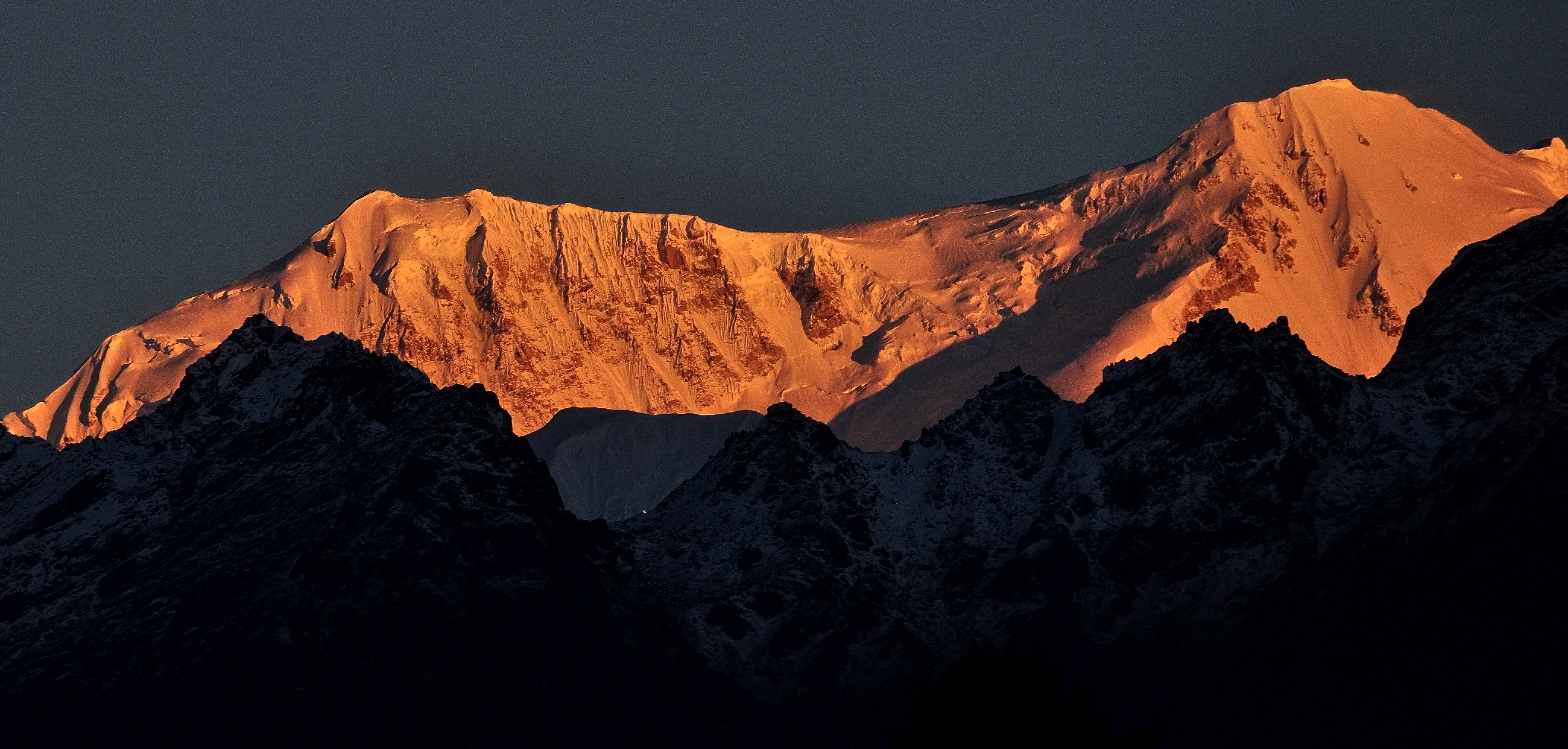
Monte Kabru al amanecer, Sikkim (2013).

La cima de 7338 m del Kabru es el sitio de un récord de altitud de montaña, ya sea en 1883 o en 1905. El abogado inglés William Graham, el hotelero suizo Emil Boss y el guía de montaña suizo Ulrich Kauffmann informaron haber alcanzado un punto a 9 a 12 metros por debajo de la cima, a la que Graham describió como «más o menos como un pilar de hielo», a las 2 de la tarde del 8 de octubre de 1883. El ascenso fue cuestionado por miembros poderosos del Club Alpino y del Departamento de Estudios de la India, no así por sus colegas de escalada en el Himalaya, y es un récord que ha sido rechazado desde entonces. Análisis recientes sugieren que después de todo, los montañistas pudieron estar en lo cierto en sus afirmaciones. Si Graham, Boss y Kauffmann lograron escalar los 7325 m en Kabru, fue entonces un logro notable para su época, rompiendo el récord de altitud existente por al menos 360 m (asumiendo un ascenso precolombino al Aconcagua) y manteniéndolo por al menos veintiséis años (cuando en 1909, una expedición liderada por Luis Amadeo de Saboya alcanzó los 7500 m en el Chogolisa).
Si el reporte mencionado anteriormente es desestimado, el mismo pico se convirtió, sin embargo, en el lugar indiscutible de un récord de altitud el 20 de octubre de 1907, cuando los noruegos Carl W. Rubenson y Monrad Aas se quedaron a menos de 50 m de escalar la cima. Cabe señalar que Rubenson y Aas creían que Kauffmann, Boss y Graham habían alcanzado el mismo punto 34 años antes.
El Kabru Norte fue conquistado por el teniente coronel Conrad Reginald Cooke el 18 de noviembre de 1935, sin ayuda de oxígeno. Permaneció como el ascenso en solitario de mayor altitud, hasta 1953.
De acuerdo a la edición de 1996 del Himalayan Journal (pp. 29–36), miembros de una expedición del Ejército de India alcanzaron la cumbre del Kabru IV, en mayo de 1994.
El Kabru Sur fue escalado también por un equipo indio en 1994.
En el 2004, un grupo de montañistas serbios intentaron sin éxito escalar la montaña. Una serie de avalanchas forzaron al equipo abandonar su meta.
El pilar nornoroeste del Talung fue escalado por primera vez el 2015 por dos escaladores ucranianos, Mikhail Fomin y Nikita Balabanov, quienes ganaron el premio Piolet de oro por su ascenso. Fue el quinto ascenso al Talung .